# SOCAR (empresa petrolera)
SOCAR - State Oil Company of Azerbaijan Republic (en azerí, Azərbaycan Respublikası Dövlət Neft Şirkəti; en español, «Compañía Estatal Petrolífera de la República de Azerbaiyán», CEPRA) es la empresa estatal energética y petroquímica de Azerbaiyán, con sede en Bakú. Se dedica a la exploración, producción, transporte y refino de petróleo y gas en el sector azerí del Mar Caspio. La Compañía Estatal Petrolífera de la República de Azerbaiyán se encarga de la búsqueda, la exploración y la explotación de los yacimientos de gas y petróleo en el mar y la tierra, la elaboración y la exportación de condensador de gas y petróleo, incluso la venta en el mercado mundial de los productos derivados de ellos. El Presidente de la Compañía es Rovnag Abdullayev.

## Historia
SOCAR fue creada según el Decreto de 13 de septiembre de 1992 del presidente de la República Azerbaiyana Heydar Aliyev sobre base del Conjunto Industrial Azerneftkimya y el Consorcio Estatal Azerineft. La compañía gestiona campos petroleros, refinerías, una procesadora de gas natural y el transporte por tubería de los recursos naturales en su territorio. Representa al estado en el complejo petrolero Azeri-Chirag-Guneshli y posee un 25% del oleoducto Bakú-Tiflis-Ceyhan. Además, se dedica a comercializar productos derivados del petróleo.
Con la llegada del siglo XXI, SOCAR ha expandido su actividad a nivel internacional, mediante la apertura de filiales y el patrocinio de eventos como el Festival de Eurovisión 2012 o los torneos de selecciones de la UEFA, entre ellos la Eurocopa 2016.

## Actividad
La actividad de CEPRA en el territorio de la República de Azerbaiyán consiste en  la búsqueda de los yacimientos en el mar y la tierra, la elaboración y la exportación de condensados de gas y petróleo, incluso la venta en el mercado mundial de los productos derivados de ellos. La compañía realiza los siguientes tipos de actividad, que se regula por la legislación:
- elaboración y preparación de los programas a largo plazo para el desarrollo de las esferas relacionadas;
- aumento de la efectividad de la producción, realización de la política del régimen relativa a la economía y las existencias energéticas;
- establecimiento de las relaciones y transacciones comerciales entre las empresas;
- garantía de los contactos mutuos entre la Compañía y las autoridades designadas del Estado para la determinación de las perspectivas de desarrollo de rama;
- desarrollo de la base productiva y social de rama, modernización de las empresas de la Compañía, su ampliación y reconstrucción;
- organización del envío de petróleo crudo y gas natural producido;
- organización del refino de petróleo crudo y gas natural;
- organización de venta del petróleo crudo y gas natural;
- puesta en práctica de la protección del medio ambiente.

## Representaciones
Además de Azerbaiyán, dispone de estaciones de servicio en Georgia, Ucrania, Rumanía y Suiza.

### Georgia
SOCAR Energy Georgia SRL fue creada en 2006 y realiza sus funciones en Georgia, con la venta del petróleo y los productos derivados de éste siendo la principal de ellas. SOCAR Energy Georgia controla el 72% de las ventas de petróleo y el 61% de las de diésel en Georgia. Hasta el 2011, CEPRA puso en explotación las 66 gasolineras en Georgia.